# Moos, Glodnica
Moos je naselje v Občini Glodnica v Okraju Šentvid ob Glini na Koroškem v Avstriji.